# Mattavalahalli, Gauribidanur
Mattavalahalli là một làng thuộc tehsil Gauribidanur, huyện Chikkaballapur, bang Karnataka, Ấn Độ.